# Frédérique Gerbaud
Pour les articles homonymes, voir Gerbaud.
Frédérique Gerbaud, née le 3 juillet 1959 à Paris (Seine), est une femme politique française. Membre des Républicains, elle est actuellement conseillère municipale de Châteauroux et sénatrice de l'Indre.

## Biographie
Elle est la fille de François Gerbaud, ancien député et ancien sénateur de l'Indre, et de Lydie Gerbaud, qui est attachée de presse de Jacques Chirac pendant vingt ans et ancienne conseillère régionale de la région Centre. Elle travaille au service de presse de Matignon de 1986 à 1988, puis rejoint le service de presse du groupe RPR puis UMP à l'Assemblée nationale, de 1988 à 2007. Elle suit Jean-Louis Debré au Conseil constitutionnel, où elle gère les relations presse de 2007 à 2016. Elle est conseillère municipale de Châteauroux depuis 2008.
Le 18 novembre 2016, Frédérique Gerbaud devient sénatrice de l'Indre, à la suite du décès de Louis Pinton,.